# Новый Сундырь
Но́вый Сунды́рь (чув. Ҫӗнӗ Сӗнтӗр) — деревня в Комсомольском районе Чувашской Республики. Входит в состав Александровского сельского поселения.

## География
Находится в юго-восточной части Чувашии, на расстоянии приблизительно 7 км по прямой на восток-северо-восток от районного центра села Комсомольское.

## История
Образована в 1928 году в связи с организацией товарищества «Выляданка» переселенцами из деревни Старый Сундырь. В 1928 году было 45 дворов и 250 человек, в 1939—369 жителей, в 1979—446. В 2002 году было 92 двора, в 2010 — 76 домохозяйств. В 1931 году был организован колхоз «Красное Сормово», в 2010 году действовало ООО КФХ «Родина».

## Население
Постоянное население составляло 236 человек (чуваши 99 %) в 2002 году, 234 в 2010.